# El País
El País és un diari en llengua castellana publicat a Madrid. Es caracteritza per ser un periòdic de tendència europeista i socialdemòcrata , marcadament monàrquic, i pel gran tractament que dona, en l'informatiu, a les notícies de caràcter internacional, de cultura i d'economia, a més de la informació sobre Espanya. Té cinc edicions territorials (Madrid, Andalusia, Catalunya, Euskadi i País Valencià), cadascuna amb un quadern específic d'informació local.
Compta amb columnistes i col·laboradors puntuals provinents de diferents àmbits socials, que acostumen a reforçar la línia editorial progressista i d'esquerres del diari. És el diari més llegit a Espanya amb 110.331 exemplars venuts diàriament en 2019 i pertany al grup Prisa, que al seu torn ha estat adquirit (57%) per un fons d'inversió estatunidenc.
En l'aspecte formal, El País es caracteritza per la seva sobrietat expressiva, tant en el tractament de la informació com en l'estètic: pàgines a cinc columnes en les quals predomina l'ordre i la clara distribució dels diferents subgèneres periodístics. La fotografia i la infografia compleixen un paper secundari de suport a la informació escrita. Des de la seva fundació havia mantingut el mateix disseny, sense gaire evolució, i amb la tipografia Times New Roman, que l'any 2007 va canviar a Majerit, dissenyada pel tipògraf portuguès Mario Feliciano.

## Història
Fundat per José Ortega Spottorno sortí a la llum el 4 de maig de 1976, i prompte es convertí en un mitjà fonamental en la transició democràtica a Espanya. El País va ocupar un buit existent en el seu moment i es va convertir en el periòdic de l'Espanya democràtica, donant veu, entre d'altres, a antics lluitadors antifranquistes i als defensors de la democràcia a Espanya, en uns moments que el trànsit del franquisme a la democràcia estava encara en ple desenvolupament. El seu primer director, fins al 1988, fou Juan Luis Cebrián, que venia de dirigir els últims informatius del franquisme el 1974.
Quatre anys després de la seva fundació, El País va demostrar el seu compromís amb la democràcia i la llibertat a Espanya, i es va guanyar definitivament la credibilitat com mitjà de referència per als demòcrates, en detriment d'altres mitjans amb motiu del cop d'estat del 23 de febrer del tinent coronel de la Guàrdia Civil Antonio Tejero. En plena incertesa a la nit del 23 de febrer de 1981, amb el govern i tots els diputats segrestats al Congrés dels Diputats, amb els tancs de l'exèrcit ocupant els carrers de València, i abans que Televisió Espanyola pogués emetre el missatge institucional del Rei Joan Carles I condemnant el cop, El País va treure al carrer una edició especial del periòdic titulada «El País, amb la Constitució». Fou el primer diari que va sortir al carrer aquella nit posicionant-se clarament, i cridant als ciutadans a manifestar-se en favor de la democràcia. Va ser molt comentat en mitjans periodístics que el llavors director d'El País, Juan Luis Cebrián, va trucar per telèfon al llavors director de Diario 16, Pedro J. Ramírez per a proposar-li que ambdós periòdics elaboressin una publicació conjunta en defensa de la democràcia, i Ramírez es va negar al·legant que preferia esperar unes hores a veure com es desenvolupaven els esdeveniments. Diario 16, finalment, va sortir al carrer després del missatge televisiu del rei.
En el llibre de Ricardo Cid Cañaveral, Todos al suelo: la conspiración y el golpe, periodistes com el mateix autor del llibre, José Ángel Esteban, Fernando Jáuregui, Rosa León, José Luis Martínez o Juan Van Den Eynde confirmen l'existència d'aquella conversa. En el llibre s'ofereix, però, la versió de Pedro J. Ramírez, que declarava que Diario 16 sí que volia treure al carrer aquesta edició extraordinària, però que la tecnologia de les seves rotatives els impedia llançar l'edició abans de les 23:30 de la nit. Diario 16 no va sortir al carrer fins al missatge televisiu del rei aquesta mateixa nit.
El País va ser el primer diari espanyol a crear la figura del defensor del lector, i a redactar i publicar un llibre d'estil que es va convertir en referència en el món del periodisme. El 1983 fou guardonat amb el Premi Príncep d'Astúries de Comunicació i Humanitats per la fervorosa defensa dels valors democràtics. El País també va establir diversos acords de col·laboració amb altres diaris europeus de línia socialdemòcrata. Així, el 1989 va participar en la creació d'una xarxa comuna de recursos informatius amb La Repubblica (Itàlia) i Le Monde (França).
Durant els governs socialistes de José Luis Rodríguez Zapatero, El País, diari tradicionalment considerat com a partidari del PSOE, va publicar cada vegada més articles crítics o oposats a les polítiques del govern de Zapatero. Aquesta situació va obrir nous espais a la premsa de centre esquerra, com va ser l'aparició del diari Público.
Amb el rerefons del Referèndum sobre la independència de Catalunya i la convocatòria d'eleccions al Parlament de Catalunya de 2017, arran de l'aplicació de l'article 155, l'11 de gener de 2018 el jutjat de primera instància número 20 de Barcelona condemnà al diari a rectificar públicament l'article «Una setmana veient només TV3», en el qual s'afirmava que TV3 adoctrinava. La televisió pública havia denunciat a El País per difamació en negar-se a rectificar-ho.

### Edició digital
El 4 de maig de 1996 El País es va convertir en el segon periòdic de l'estat espanyol en oferir una edició electrònica a Internet, El País Digital (després del diari en llengua catalana Avui). També fou el primer periòdic espanyol que el 18 de novembre de l'any 2002 va imposar el sistema de pagament per a accedir als seus continguts informatius de la seva edició digital, que es va traduir en una disminució dràstica de les seves visites, aleshores l'edició digital d'El Mundo (que mantenia un accés obert però no complet als continguts del seu periòdic) es va fer amb el lideratge de la premsa digital espanyola. Abans de prendre aquesta decisió, El País Digital fou suspès el 2002 del control de l'Oficina de Justificació de la Difusió durant quatre mesos per la comissió de dues faltes greus. El 3 de juny de 2005 El País va tornar a obrir el contingut del diari de franc, deixant bàsicament als subscriptors l'accés a alguns suplements, continguts multimèdia i a les versions en PDF (hemeroteca).
El 26 de novembre de 2013, El País va llançar la seva edició en línia en portuguès, la primera en un altre idioma, per al públic brasiler. L'1 d'octubre de 2014 va remodelar el seu web. El 4 de març de 2016, prop de complir-se quaranta anys de la fundació d'El País, el director Antonio Caño, va anunciar la seva imminent transformació en «un diari essencialment digital», augurant fins i tot la futura desaparició de l'edició impresa a causa que «el transvasament de lectors del paper al digital és constant» i que «l'hàbit de la compra del diari al quiosc ha quedat reduït a una minoria», si bé va assegurar que el diari es seguiria publicant en paper «durant tot el temps que sigui possible».
Segons Alexa, el lloc web elpais.com és el dotzè lloc web més popular d'Espanya.
L'any 2012 les periodistes Charo Nogueira i Rebeca Carranco, van obtenir el Premi Bones Pràctiques de Comunicació no Sexista pel tractament de la violència masclista de l'Associació de Dones Periodistes de Catalunya, pel rigor i la continuïtat en el tractament de la violència masclista i les diferents violències contra les dones, respectant els manuals i les recomanacions deontològiques.
La capçalera (elpais.com) mostra, a gener del 2021, les altres cinc edicions digitals: dues més en castellà (Amèrica i Mèxic), una en portuguès brasiler (brasil.elpais.com), una en català (elpais.cat) i una en anglès (english.elpais.com).

### Edició catalana

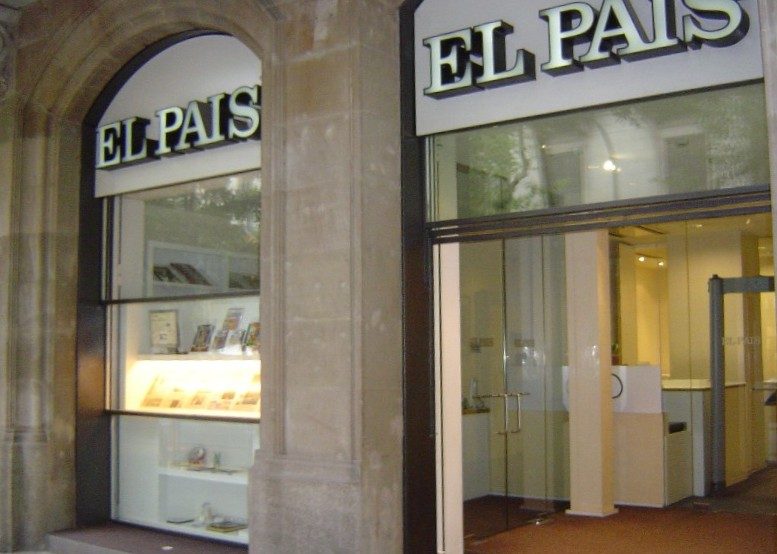
Oficines dEl País a Barcelona

L'edició catalana del diari El País es posà en marxa l'any 1982, amb la participació del periodista Rafael Jorba. El 6 d'octubre de 2014 El País va llançar l'edició digital en català del diari, sota la coordinació de Lluís Bassets. Elpais.cat, sota el lema «Clar i català», compta amb informació pròpia específica i complementa amb una selecció de continguts traduïts de l'edició digital general. L'edició digital en català complementa el suplement El Quadern de Catalunya, nascut el 10 d'octubre de 1982, que també es publica en català.

### Directors
El País ha tingut cinc directors des de la seva fundació el 1976: Juan Luis Cebrián (1976-1988), Joaquín Estefanía (1988-1993), Jesús Ceberio (1993-2006), Javier Moreno (2006-2014), Antonio Caño (2014-2018), Soledad Gallego-Díaz (2018-2020). A partir de juny de 2020 Javier Moreno Barber recupera la direcció del diari, un càrrec que ja havia exercit anteriorment.

## Aspectes formals

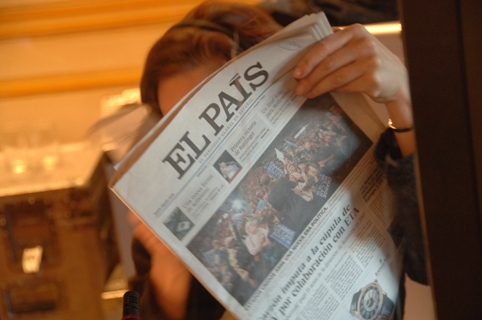
Exemplar dEl País.

En l'aspecte formal, El País es caracteritza per la seva sobrietat expressiva, tant en el tractament de la informació com en l'estètic: pàgines a cinc columnes en les quals predomina l'ordre i la clara distribució dels diferents subgèneres periodístics. La fotografia i la infografia compleixen un paper secundari, de mer suport a la informació escrita. Des de la seva fundació fins a l'octubre de 2007 ha mantingut el mateix disseny, gairebé sense evolució (amb ús exclusiu de fotografies en blanc i negre, tot i que actualment ha acceptat el color i formes més imaginatives, fonamentalment en els diversos suplements), i la mateixa tipografia: la Times Roman.
El 21 d'octubre de 2007 El País va dur a terme un canvi del seu format i continguts, incloent tot un seguit de reformes que van afectar tant a l'edició impresa com a la seva versió digital, i va substituir el seu històric lema «Diari independent del matí» pel d'«El diari global en espanyol». També va incloure l'accent en el seu títol de capçalera i va substituir la tipografia Times New Roman per la Majerit, dissenyada pel tipògraf portuguès Mario Feliciano. El logotip del diari des de la seva fundació utilitza el tipus de lletra Clarendon.